# Pseudhyrax
Pseudhyrax è un genere estinto di mammiferi notoungulati, appartenente ai tipoteri. Visse tra l'Eocene superiore e l'Oligocene inferiore (circa 38 - 33 milioni di anni fa) e i suoi resti fossili sono stati ritrovati in Sudamerica.

## Descrizione
Questo animale doveva essere grande all'incirca quanto un odierno orsetto lavatore (Procyon lotor), e il suo cranio era lungo circa 13 centimetri. La lunghezza dell'animale intero, esclusa la coda, doveva essere di circa 65 - 75 centimetri, e il peso doveva aggirarsi sui 7-9 chilogrammi. Pseudhyrax era dotato di un cranio piuttosto basso e di forma allungata, ma la sua caratteristica principale era data dalla dentatura. I premolari e i molari di Pseudhyrax erano infatti dotati di corona dentaria particolarmente alta (ipsodonti). 

## Classificazione
Il genere Pseudhyrax venne descritto per la prima volta da Florentino Ameghino nel 1901, sulla base di resti fossili ritrovati in Argentina in terreni dell'Eocene superiore. La specie tipo è Pseudhyrax eutrachytheroides, ma a questo genere venne attribuita da Ameghino anche la specie P. strangulatus. Il nome Pseudhyrax ("falso irace") riflette la convinzione di Ameghino che questo animale fosse imparentato con gli iraci (per via della forma del cranio). L'epiteto specifico della specie tipo, eutrachytheroides, significa "simile a Eutrachytherus", un altro genere di notoungulato attualmente conosciuto come Trachytherus.
Pseudhyrax è classicamente considerato un membro degli archeoiracidi, un gruppo di notoungulati simili alle attuali procavie ma di dimensioni maggiori, dotati di dentature ipsodonti. La famiglia degli archeoiracidi è però considerata attualmente parafiletica, e alcuni suoi membri sembrerebbero ancestrali ad altri gruppi di notoungulati tipoteri. 

## Paleoecologia
Pseudhyrax era un animale terrestre, probabilmente veloce e agile, forse sociale. Era erbivoro e la sua dentatura dai premolari e molari a corona alta indica che questo animale era in grado di nutrirsi di piante dure e abrasive, in zone più aperte rispetto a quelle abitate da animali simili. 